# Kyiv Post
Kyiv Post — перша та найвідоміша англомовна газета в Україні. Її заснував 1995 року в Києві американський бізнесмен Джед Санден.
У 2018 році видання придбав український підприємець Аднан Ківан, засновник Kadorr Group.
11 листопада 2021 року Люк Шеньє повернувся до Kyiv Post як генеральний директор для відновлення роботи видання, і його першим призначенням став Богдан Нагайло на посаду головного редактора. Друкована газета не виходить із листопада 2021 року, основною платформою медіа є вебсайт.
Протягом перших двох місяців 2022 року Kyiv Post подвоїла свою читацьку аудиторію, чітко визначивши свою роль як глобального голосу України та зосередивши увагу на ринках США, Канади, Великої Британії та Європейського Союзу.
До третього року роботи 97% аудиторії Kyiv Post знаходилися за межами України, а сукупна кількість переглядів сайту та сторінок у соцмережах перевищувала 6 мільйонів на місяць.
У жовтні 2023 року Kyiv Post стало першим українським медіа, яке отримало 100% рейтинг прозорості контенту та точності журналістських стандартів за версією міжнародної рейтингової платформи NewsGuard (серед інших видань із таким самим ідеальним рейтингом були The Washington Post, New York Times та Wall Street Journal).
Після смерті Аднана Ківана у 2024 році право власності на газету перейшло до його сина Руслана Ківана, який продовжує розвивати медіапроєкт, зберігаючи редакційнунезалежність і розширюючи міжнародну присутність.
Історично, редакційна політика підтримує демократію, західну інтеграцію та вільний ринок для України. У газеті публікуються численні статті-розслідування, у тому числі висвітлення вбивства журналіста Георгія Гонгадзе 2000 року, в якому екс-президент України Леонід Кучма є головним підозрюваним; Помаранчеву революцію 2004 року, в ході якої масові громадські протести перешкодили Віктору Януковичу захопити владу після фальсифікованих президентських виборів 26 листопада 2004 року; Євромайдан 2013-14, який повалив режим Януковича; російське вторгнення до Криму; війна на Донбасі; та Oligarch Watch, серія статей з вересня по грудень 2016 року про вісім найбагатших олігархів України.
Після повномасштабного вторгнення Росії в Україну видання зосереджується на висвітленні військово-політичних новин, військової експертної аналітики та фактчекінгу.
Головний офіс розташований у Києві на вулиці Жилянській, 68.

## Історія

### Власники
За час свого існування газета Kyiv Post мала лише трьох власниківː засновник Джед Санден, Мохаммад Захур, уродженець Пакистану та сирієць Аднан Ківан, якому належить бізнес в Одесі.
Джед Санден створив газету в перші роки після розпаду Радянського Союзу з 8000 доларів, трьох комп'ютерів і штату з семи людей, що працювали з невеликої квартири в Києві. Перші 16 сторінок були випущені за редакцією двох людей. Санден побудував газету через попитː експерти проводили аналіз для підприємств, які тоді розглядали Україну як потенційну точку для інвестицій. Санден дотримувався лібертаріанських та антикомуністичних поглядів на сторінках редакції, створив бізнес-модель редакційної незалежності. Він сказав, що політика хороша для бізнесу та новин. Водночас Санден був достатньо суперечливимː він дозволяв платні реклами «масажу» від жінок.
28 жовтня 2009 року медіа-холдинг KP Media продав газету британському громадянину Мохаммаду Захуру за 1,1 млн доларів США. Захуру належить група компаній ISTIL, а також він колишній власник сталеливарного заводу в Донецьку. Захур публікував газету через компанію Public Media. У своєму інтерв'ю Kyiv Post, опублікованому 6 серпня 2009 року, він пообіцяв відродити газету та дотримуватися традиції редакційної незалежності.
Придбання газети Захуром та значні інвестиції покращили газету, яка була сильно зруйнована внаслідок світової рецесії 2008—2009 рр. Чітке економічне падіння в жовтні-листопаді 2008 року особливо серйозно вдарило по Kyiv Post, яка втратила рекламу та скоротила витрати, але все одно закінчила рік у чорному, останньому прибутковому році його існування. В останні місяці під керівництвом Сандена в 2009 році редакція газети скоротилася до 12 чоловік, кількість сторінок до 16 і друкувалась до 6 000 примірників.
Після того, як Захур придбав газету, він зберіг всю команду редакторів. Однак, одним з його перших змін як видавця було усунення платних «масажних» рекламних повідомлень. Захур підтримав політику редакційної незалежності, за винятком рідкісних обмежень. Після того, як редактори газети підтримали Юлію Тимошенко на посаду президента на президентських виборах 2010 року, Мухаммад заборонив схвалення редакцією будь-якого політичного кандидата чи політичної партії, заявивши, що газета повинна залишатися непартійною навіть на її сторінках. Захур послабив цю політику під час президентських виборів 25 травня 2014 року, коли він і його дружина, співачка-актриса Камалія, публічно виступили за обрання президентом українського політика та бізнесмена Петра Порошенка. Хоча газета мала змогу підтримувати будь-кого з кандидатів на виборах, його редакція утрималась від цього, оскільки усвідомлювала легку перемогу Порошенка.
Захур інвестував у журналістів, збільшив тираж та поліпшив газетний папір. Він збільшив число сторінок до 32 сторінок впродовж 2010—2011 рр., Знову ж таки повернувшись до 24 сторінок протягом більшої частини 2012—2013 рр., а потім до 16 та 24. Проте, незважаючи на інвестиції, Kyiv Post ніколи не відновила стійкої прибутковості, незважаючи на подальше скорочення персоналу та витрат, оскільки друкована реклама не є популярною, особливо в секторі реклами зайнятості. Однак у поєднанні з субсидіями Захура газета змогла мінімізувати фінансові втрати через спеціальні публікації, такі як «Юридичний квартал», «Нерухомість» та «Ведення бізнесу», а також спеціальні заходи, включаючи щорічну конференцію «Тигр» та інші. Початок афілійованої неурядової організації, Фонду розвитку медіа, також дає гроші для незалежної журналістики.
21 березня 2018 року одеський бізнесмен Аднан Ківан, сирієць і громадянин України, придбав «Kyiv Post» за ціною, встановленою Захуром, й обидва бізнесмени стверджують, що ці виплати склали більше 3,5 млн доларів. Журналісти Kyiv Post написали те, що знали про нього, у день продажу 23 березня під заголовком «Ким є новий власник Kyiv Post Аднан Ківан?». Ківан запевнив в інтерв'ю  головному редактору Kyiv Post Браяну Боннеру, що редакційна незалежність журналістів буде збережена . Газетою керує ТОВ «Бізнесгрупп». Ківан володіє групою компаній KADORR, що спеціалізується на будівництві та сільському господарстві. У його справі беруть участь його дружина Ольга та троє дітей. З 1991 по 2007 рік він активно займався торгівлею металами в портовому місті Чорного моря.
Перші півроку Ківана як власника також пов'язані з відновленням інвестицій, оскільки Kyiv Post найняла трьох нових іноземних кореспондентів: це Ірина Сомер у Брюсселі, Аскольд Крушельницький, колишній головний редактор Kyiv Post, у Вашингтоні, і Олена Гончарова в Едмонтоні, Канада.
У 2024 році, після смерті Аднана Ківана, право власності на газету перейшло до його сина Руслана Ківана, який продовжує розвивати медіапроєкт, зберігаючи редакційну незалежність і розширюючи міжнародну присутність.

### Головні редактори та керівники
Починаючи з першого випуску 18 жовтня 1995 р. у Kyiv Post було 15 головних редакторів: Андреа Фаяд, Ігор Грінвальд, Аскольд Крушельницький, Том Уорнер, Грег Блум, Діана Елліотт, Скотт Льюїс, Пол М'яжа, Андрій Сливка, Роман Олеарчик, Джон Мароне, Стефан Ладанай, Зенон Завада і Якуб Парусинський.
Найдовше головним редактором був Браян Боннер, громадянин США, який вперше ввійшов до колективу газети влітку 1999 року і певний час працював редактором. Головним редактором Kyiv Post Боннер працював з 9 червня 2008 року до листопада 2021 року.
Після купівлі Захура 28 липня 2009 року він мав шість виконавчих директорів, серед яких американець Джеймс Філіпофф (липень 2009-липень 2011), Майкл Віллард (липень 2011-серпень 2013 р.), Якуб Парусинський (вересень 2013 р. — серпень 2014 р.), Наталія Бугайова (серпень 2014 р. — грудень 2015 р.) І Люк Шеньє (серпень 2016 р. — 1 березня 2018 р.). Бугайова була колишнім начальником штабу міністра економіки Павлом Шереметою, перш ніж стати першою українкою та першою жінкою, яка стала генеральним директором Kyiv Post. Бугайова пішла у відставку, щоб переїхати та зайняти нову посаду директора з розробки Інституту вивчення війни у Вашингтоні, округ Колумбія. Вона написала свою прощальну колонку «Цінності Kyiv Post призначені для нової України» у редакції 18 грудня 2015 року. Комерційний директор Альона Невмержицька стала виконувачем обов'язки головного виконавчого директора в березні 2016 р., доки Люк Шеньє не обійняв посаду у серпні 2016 р. Після від'їзду Шеньє з 1 березня 2018 р. Браян Боннер взяв на себе адміністративні обов'язки генерального директора і продовжував виконувати обов'язки головного редактора до свого звільнення у листопаді 2021 р. З листопада 2021 р. генеральним директором знову став Люк Шеньє, а головним редактором — Богдан Нагайло.

## Організація роботи

### Девіз
Давній девіз Kyiv Post — «Незалежність. Спільнота. Довіра.» (англ. Independence. Community. Trust.), який мав на меті підкреслити свою прихильність до високих журналістських стандартів та етичних методів, на відміну від новинних видань, де видавці та власники диктують редакційну політику, а реклама замаскована новинами.
У лютому 2018 року газета змінила свій офіційний девіз на «Глобальний голос України» (англ. Ukraine's global voice), коли гасло з'явилося в першому друкованому виданні та на головній сторінці сайту під головним заголовком.

### Аудиторія
97% аудиторії Kyiv Post знаходилися за межами України, а сукупна кількість переглядів сайту та сторінок у соцмережах перевищувала 6 мільйонів на місяць.
Основними читачами є користувачі з Північної Америки, що становлять приблизно 55% від всієї аудиторії.